# Camilla (film, 1994)
Pour les articles homonymes, voir Camilla.
Pour plus de détails, voir Fiche technique et Distribution.
Camilla est un film canado-britannique réalisé par Deepa Mehta, sorti en 1994.

## Fiche technique
- Titre : Camilla
- Réalisation : Deepa Mahta
- Directeur de la photographie : Guy Dufaux
- Musique : John Altman, Daniel Lanois
- Société de production : Miramax Films
- Pays d'origine :  Canada /  Royaume-Uni
- Durée : 95 minutes
- Date de sortie : 25 novembre 1994

## Distribution
- Bridget Fonda : Freda Lopez
- Don McKellar : Garde de la sécurité
- Elias Koteas : Vincent Lopez
- George Harris : Jerry
- Hume Cronyn : Ewald
- Jessica Tandy : Camilla Cara
- Maury Chaykin : Harold Cara